# Karl Gustav Ahlefeldt
Karl Gustav Ahlefeldt (även känd som Karl Gurstov, Karl Gustaw och Karl Gustav Olsen), född den 13 mars 1910 i Köpenhamn, död den 25 mars 1985, var en dansk skådespelare.

## Filmografi roller i urval
- 1946 – Op med lille Martha
- 1951 – Kvinnan bakom allt
- 1964 – Gertrud
- 1975 – Storsvindlarligan